# Galati

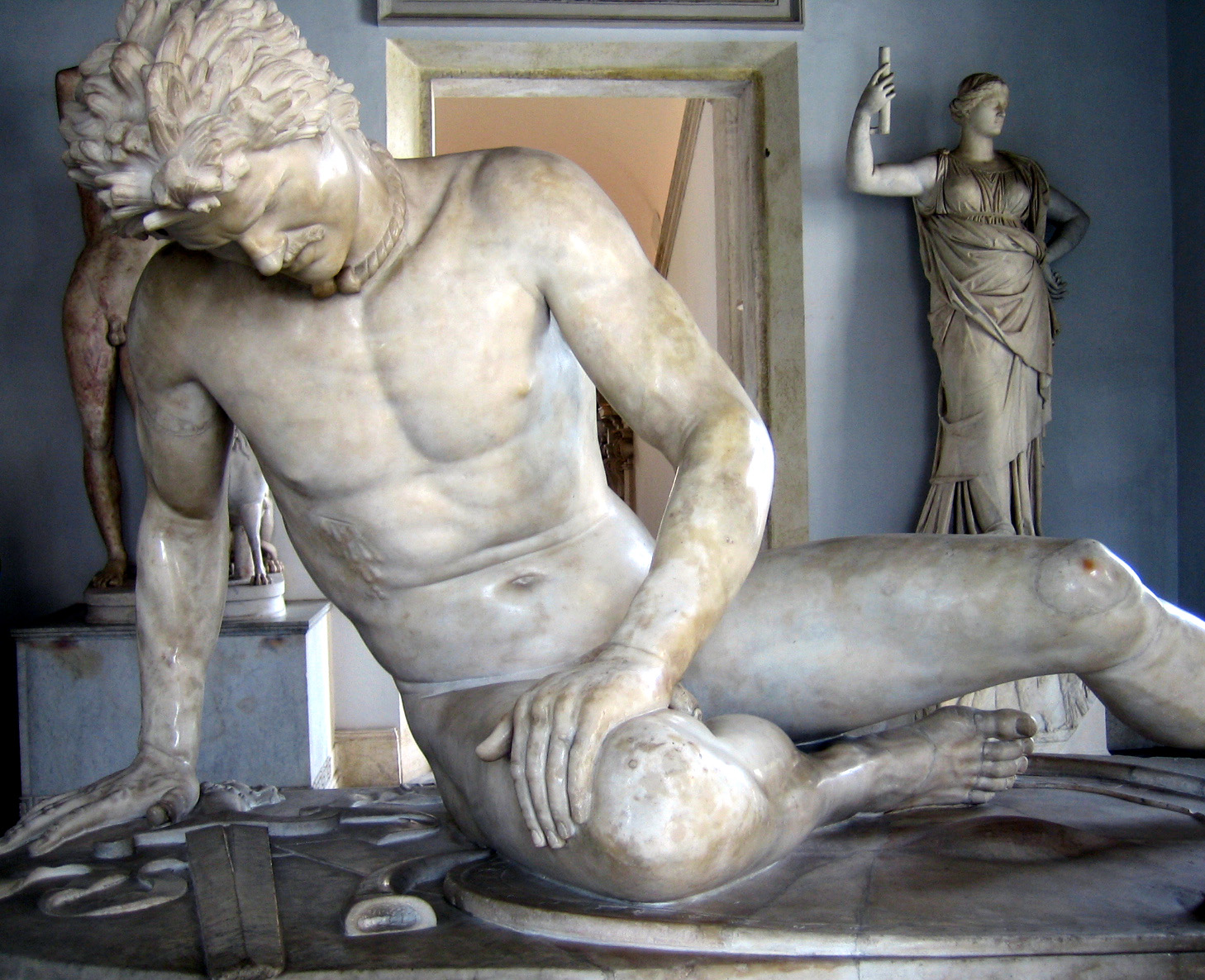
Il Galata morente, copia romana di una statua ellenistica, rappresentante un guerriero celtico sconfitto con il collo ornato da un torque. Musei Capitolini, Roma

I Galati, chiamati anche genericamente Galli dai Romani, erano un popolo celtico stanziatosi dapprima in Tracia, a seguito delle loro incursioni e razzie nella penisola balcanica nel corso del III secolo a.C., ed in seguito in una regione dell'Anatolia centrale, che proprio da loro prese il nome di Galazia.

## Storia
La Galazia era una regione storica dell'odierna Turchia, corrispondente ai territori centrali dove sorge l'attuale capitale turca di Ankara, nell'antichità capitale dei Galati col nome di Ancyra.
I Galati erano noti come guerrieri valorosi, molto rispettati sia dai Greci che dai Romani.
Subirono un progressivo processo d'ellenizzazione anche se la loro lingua si conservò a lungo: fonti greche attestano infatti la sopravvivenza del loro idioma, il galato, una lingua del ramo celtico continentale, almeno fino al IV secolo. Solo dopo dovette compiersi la completa ellenizzazione linguistica di questo popolo.
Alcuni autori rinascimentali (tra cui Bacone) erano soliti chiamarli Gallo-Graeci.